# Gustavo Moscoso
Gustavo Segundo Moscoso Huencho (Valdivia, 10 agosto 1955) è un ex calciatore cileno con passaporto messicano, di ruolo attaccante.
Ha fatto parte della rosa che ha partecipato al campionato del mondo 1982, segnando un gol nella gara contro la Germania Ovest persa 4-1.